# Front Wyzwolenia Quebecu
Front Wyzwolenia Quebecu (franc. Front de Libération du Québec, FLQ) – separatystyczna grupa działająca w kanadyjskiej, francuskojęzycznej prowincji Quebec.

## Historia
Założony w 1963 roku. Liczył zaledwie kilkudziesięciu członków. Jego głównym ideologiem był Pierre Vallières. Grupa stosowała metody terrorystyczne, przeprowadziła łącznie około 200 zamachów. W 1966 roku FLQ przystąpił do wyborów w Quebec: kandydaci związani z Frontem zdobyli około 5% głosów, największe poparcie dla FLQ odnotowano w Montrealu. W tym samym roku bojówki FLQ przeprowadziły motywowane antykapitalizmem ataki bombowe w pobliżu fabryk. W 1970 roku działacze FLQ porwali brytyjskiego komisarza handlowego Jamesa Crossa i ministra pracy Quebecu Pierre’a Laporte (minister został następnie zabity). W odpowiedzi rząd federalny wprowadził w Quebecu stan wyjątkowy. Większość członków grupy została aresztowana co położyło kres działalności Frontu. W grudniu 1971 roku FLQ ogłosiła zaprzestanie działalności.

## Ideologia
Był ruchem separatystycznym i lewicowym. Celem FLQ była niepodległość Quebecu.